# 闇の左手
『闇の左手』（やみのひだりて、英語原題：The Left Hand of Darkness）は、アーシュラ・K・ル＝グウィンが1969年に発表したSF小説。1970年にネビュラ賞、ヒューゴー賞を受賞し、ダブルクラウンを達成した。

## 概要
「ハイニッシュ・ユニバース」と呼ばれる、『ロカノンの世界』で構築された未来史を引き継ぐ作品である。
両性具有の人間の世界を描くことで、ジェンダーのない社会を題材にしており、フェミニストSFの代表作として分類されている。

## あらすじ
宇宙連合エクーメンは、かつて植民地であった辺境の惑星「冬」との外交関係の復活を目指し、惑星「冬」に使節を送り込む。
惑星「冬」の住人は両性具有であり特異な社会を形成していた。両性具有は過去の遺伝子操作の実験によるもので、先遣の調査隊員は、その実験目的を戦争の排除ではないかと考察している。事実、「冬」の住人は男女両方の性格を合わせ持ち、攻撃的ではなく、戦争と呼べるような大量な殺し合いは起きていない。
使節ゲンリー・アイは、惑星「冬」のカルハイド王国の王との謁見を求めていたが、頼りにしていた宰相エストラーベンが王の寵愛を失い追放されたのを知る。極寒の「冬」では追放は死を意味する。
ゲンリー・アイは、カルハイド王国と紛争中の隣国オルゴレインを訪れ、歓待されるが、再会したエストラーベンから忠告を受ける。その後、派閥争いに巻きこまれて逮捕され、囚人として更生施設へ送られる。
エストラーベンは更生施設よりゲンリー・アイを救い出し、極寒の氷原を抜け、カルハイド王国への帰還を目指す。

## 書評
大森望は書評で「文化人類学的な手法を駆使して、異星社会の歴史と文化をリアルに構築」した作品と評価した。

## 書誌情報
- 『闇の左手』、小尾芙佐訳　ハヤカワ・SF・シリーズ　1972年
- 『闇の左手』、小尾芙佐訳、ハヤカワ文庫SF 252、1977年7月